# Olaf Förster
Olaf Förster, född den 2 november 1962 i Chemnitz i Tyskland, är en östtysk roddare.
Han tog OS-guld i fyra utan styrman i samband med de olympiska roddtävlingarna 1988 i Seoul.